# Fernando Belluschi
Fernando Daniel Belluschi (Los Quirquinchos, 10 september 1983) is een Argentijns voetballer die doorgaans als middenvelder speelt. Hij verruilde Cruz Azul in januari 2016 transfervrij voor San Lorenzo. Belluschi speelde tussen 2005 en 2011 vijf interlands in het Argentijns voetbalelftal.

## Erelijst
| Seizoen | Team               | Titel                       |
| ------- | ------------------ | --------------------------- |
| 2004    | Newell's Old Boys  | Primera División Argentinië |
| 2008/09 | Olympiakos Piraeus | Super League Griekenland    |
| 2008/09 | Olympiakos Piraeus | Beker van Griekenland       |
| 2010/11 | FC Porto           | SuperLiga                   |